# IKK
株式会社IKKは静岡県沼津市に本社を置く、DIAMONDブランドの電動油圧式鉄筋カッター、鉄筋ベンダー、油圧パンチャーなどの鉄筋加工用の携帯式油圧機器を専門とする広く知られたメーカーである。旧社名は、石原機械工業株式会社。1974年に国内初の電動油圧式鉄筋カッター(Motor-Driven Hydraulic Rebar Cutter, PORTABLE ELECTRO-HYDRAULIC REBAR CUTTERS)を開発した。現在はサンコーテクノ株式会社グループに属する。

## 概要
1959年に石原機械工業株式会社をエンジン削岩機メーカーとして創業する。1974年に、鉄筋の切断用に携帯式電動油圧カッターDC-13を開発し、製造販売を開始国内・アメリカ・イギリスなどの特許を取得する。その後、油圧式鉄筋ベンダー・ポータブル鉄筋ベンダー・電動油圧パンチャー・コアドリル等の鉄筋加工用油圧機器・鉄筋加工の工場生産タイプ機器の開発とサイズの拡充を図り建築業界に広く知られる鉄筋加工機器の専門メーカーとしての地位を得る。2004年にサンコーテクノ株式会社のグループ傘下に入る。2006年社名を株式会社IKKに変更する。
ブランドDIAMONDの由来は、『丈夫で壊れない』という願いからきている。国内同業メーカーとして、株式会社オグラ(Ogura)・育良精機株式会社(IKURA TOOLS)がある。

## 沿革
- 1959年 石原機械工業株式会社設立、自動削岩機の製造、販売着手
- 1965年 エンジン削岩機を開発、イタリア・オーストラリア・アメリカ・カナダで特許取得
- 1970年 中国へ「万能作業機」5,000台の輸出を行う、輸出貢献企業として、通産大臣より表彰を受ける
- 1973年 沼津鉄工団地へ移転、エンジンライトを開発
- 1974年 電動油圧カッターDC-13を開発、製造販売を開始、国内・アメリカ・イギリスなどの特許取得
- 1976年 コンクリート溝堀機DTC-50、油圧式鉄筋ベンダーDBC-29を開発
- 1978年 ポータブル鉄筋ベンダーDBD-25を開発
- 1981年 コアドリルCD-130を開発
- 1988年 電動油圧パンチャーEP-19、オートマチックベンダーDAB-3・DAB-5を開発
- 1989年 ライトカッターDC-13L、鉄筋ベンダーDBD-16Lを開発
- 1991年 電動油圧パンチャー、マイコンコアドリル、オートマチックベンダーDAB-516、自動切断機LSX-16を開発。増資により資本金493,545千円となる。
- 1993年 シンガポールに駐在員事務所を設置。コードレスカッター、ポータブルベンダーを開発
- 1994年 電動油圧鉄筋カッターDC-16LZ、ポータブルベンダーDBD-25L、コンパネクリーナーPC-600B、電動油圧パンチャーEP-2006を開発
- 1995年 商事部に住宅課を新設し、建売住宅の販売を開始。不動産事業を開始。
- 1996年 定置式切断機DTC-32、定置式曲げ機DTC-32、手動式鉄筋カッターDPC-16、コンパクトコアドリルを開発
- 1997年 二重絶縁鉄筋カッターを開発
- 1998年 鉄筋チップソーカッターDRC-32を開発
- 1999年 電動油圧カッターDC-29W、鉄筋ツライチカッターDFC-16を開発
- 2000年 コードレス鉄筋カッターDCC-16Y、電動油圧カッターDC-16Y、鉄筋ストライナーDBR-25を開発
- 2001年 電動油圧カッターDC-32WHを開発
- 2004年 サンコーテクノ株式会社グループの一員となる
- 2005年 ハイパワーミニコアドリル、電動油圧鉄筋カッターDC-20DWを開発
- 2006年 コードレス鉄筋カッター・ステンレスパンチャー・45度カッター・ワイヤーカッターを開発。社名を株式会社IKKに変更する。
- 2007年 コードレス油圧パンチャーEPC-1514V・鉄筋ベンダーDBD-25H・鉄筋ベンダーカッターDBC-16Hを開発。手動式鉄筋カッターベンダーDBC-13HPの販売を開始
- 2008年 コードレス油圧パンチャーEPC-1518V・コードレススラブメッシュカッターDSC-13を開発
- 2009年 鉄筋チップソーカッター・ツライチカッターDFC-25Cを開発
- 2010年 アンカー打ち込み機を開発
- 2011年 ツライチカッターDFC-20A・油圧パンチャーEP-1506S/EP-1506L・パワーカッターDPR-16Rを開発
- 2012年 静音ベンダーDTB-165開発
- 2018年 コードレス鉄筋カッター36VバッテリーDCC1336BLH/DCC1636BLHを開発

## 主な製品
- 電動油圧鉄筋カッター[3]

携帯式電動油圧鉄筋カッター(Motor-Driven Hydraulic Rebar Cutter, PORTABLE ELECTRO-HYDRAULIC REBAR CUTTERS)の基本機構・動作は、整流子モーターのローター先端部に偏心形状部分を設け、それに垂直に複数のプランジャポンプを配置し、モーターが回転することによってプランジャが高速で往復運動をする事により超高圧油を送る。超高圧油は、シリンダーに送り込まれピストンを前進させることによって先端に取り付けた剪断加工刃物によりホルダーに支持された刃物とで鉄筋等の棒鋼を切断することが出来る。切断完了後、弁が開きバネによりピストンが後退することで、油が圧力のかかっていないタンク相当部に戻る。ベンダー・パンチャー等についても基本は同じ。
- 鉄筋ベンダー・鉄筋加工機・油圧パンチャー・コアドリル

## 産業財産権
2011年10月7日現在
- 商標権 (Trademarks)

登録番号 第 4356236 DIAMOND
- 特許・実用新案権

特許4776016携帯用油圧式切断機、特許3949241クランプ装置、特許3910281防滑床材の製造方法、特許3819076曲げ加工装置用曲げ角度調整機構、アングルセッタ－および曲げ加工装置、特許3727409コイル状鉄筋曲げ加工装置のラセンフープ筋用アタッチメント、特許3585650遠隔操作式排水栓、特許3529514ケーブルカッター、特許3476517プラスチックシートの切断方法およびプロッタ、特許3437342携帯用油圧式加工機のスプール弁機構、特許3393711塩ビ系タイル等のデザイン貼り施工方法、特許3375718PC枕木用穿孔装置、特許3222263真空回路での水抜き方法および水抜き回路、特許3161993携帯用油圧式加工機、特許3091172リノリウム材およびその加工方法、特許3089246リノリウム材およびその加工方法、特許3071728リノリウム材およびその加工方法、特許3046202携帯用油圧式加工機、特許2869682穿孔装置、特許2572361穿孔機の制御装置、特許2559631コアドリルのアンカー孔設定用シート、特許2528396ケージ成形方法、特許2511338中央車線の走行方向表示方法、特許2509483長尺物のスライダ－位置決め方法、スライダ－機構および長尺物の連続曲げ加工装置、特許2506016スパイラルベンダ－、実登3148394アンカー位置決め治具、実登3097044棒材用ハンドカッタ－、実登3078576金属製棒材用ハンドカッターおよびそのサポートカバー、実登3066069金属製棒材用ハンドカッタ―、実登3054079ネクタイ用コーナープレッサー、実登3053884ボトル型樹脂容器、実登3053047模造観葉植物、実登3051699手動式衝撃工具、実登3044078支柱足場、実登3044077枠組足場、実登2588210コイル状鉄筋の曲げ加工機のベンダーユニット、実登2580796長尺物の連続曲げ加工装置、実登2502009ねじロッド用カッターブロック